# Datchet
Datchet är en ort och en civil parish i Storbritannien.   Den ligger i kommunen Windsor and Maidenhead i riksdelen England, i den södra delen av landet, 30 km väster om huvudstaden London. Datchet ligger 20 meter över havet och antalet invånare är 4 749.
Terrängen runt Datchet är platt. Runt Datchet är det tätbefolkat, med 913 invånare per kvadratkilometer. Närmaste större samhälle är Slough, 3,1 km norr om Datchet. Trakten runt Datchet består till största delen av jordbruksmark.